# Keldachgau
El Keldachgau, també Keldagau i Keldaggau, fou una regió històrica del regne franc oriental a l'època medieval, del que formaven part la ciutat actual de Düsseldorf i parts del cercle de Mettmann. Les seves terres s'estenien també a la regió al voltant de Krefeld. A l'inici del segle X era possessió dels Ezzonen (Ezzons) després comtes de Berg.
Els comtes coneguts al Keldachgau foren:
- Conrad I el Jove (Conrad I de Francònia), † 23 de desembre de 918, el 908 comte al Hessengau, el 910 comte al Keldachgau i duc de Francònia, 7/10 de novembre del 911 rei d'Alemanya (o França Oriental)

De la família dels Ezzons:
- Erenfred I († 907) comte a Bonngau i Keldachgau, casat amb Adelgunda de Burguúndia, filla del marcgravi Conrad II de Borgonya
- Eberard I († després de 937), el fill de l'anterior, comte al Bonngau i Keldachgau
- Erenfred II, citat 942/966, † abans de 970; el 942 comte al Zülpichgau, 945 comte al Bonngau, 950 comte al Ruhrgau/Keldachgau, 946/959 comte de Huy
- Ezzó o Erenfred II († abans de 10 de juliol del 963), comte al Bonngau i Keldachgau, fill de l'anterior, pare d'Hermann Pusillus (vers 929 - 996), comte al Bonngau i comte palatí de Lotaríngia.
- Adolf I de Lorena, comte al Keldachgau
- Adolf II, fill de l'anterior, comte al Keldachgau, pare dels comtes Adolf I de Berg († al voltant de 1082) i Herman IV de Saffenberg-Nörvenich († al voltant de 1091)